# Sternopriscus williamsi
Sternopriscus williamsi är en skalbaggsart som beskrevs av Lars Hendrich och Watts 2007. Sternopriscus williamsi ingår i släktet Sternopriscus och familjen dykare. Inga underarter finns listade i Catalogue of Life.

## Bildgalleri

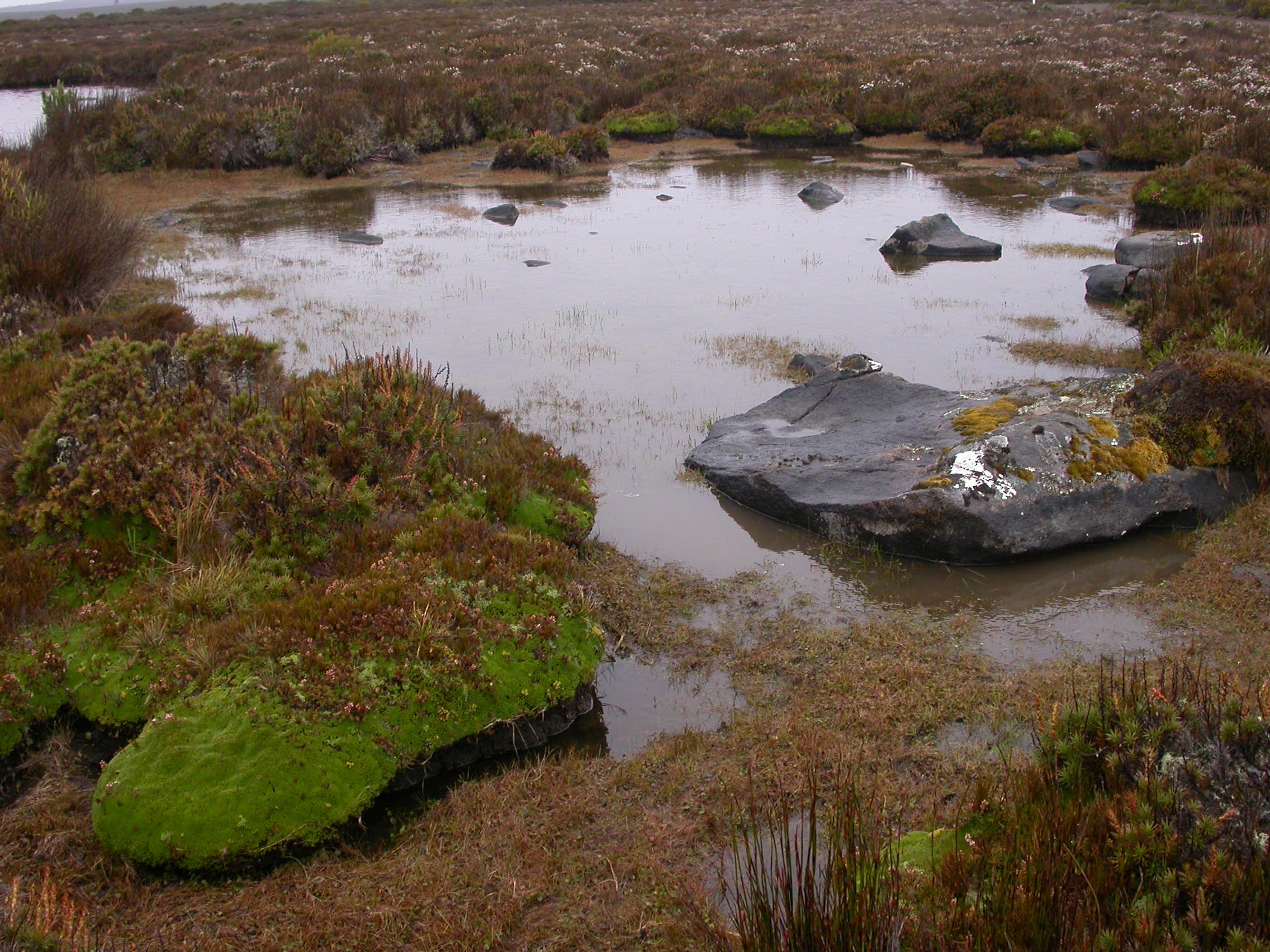
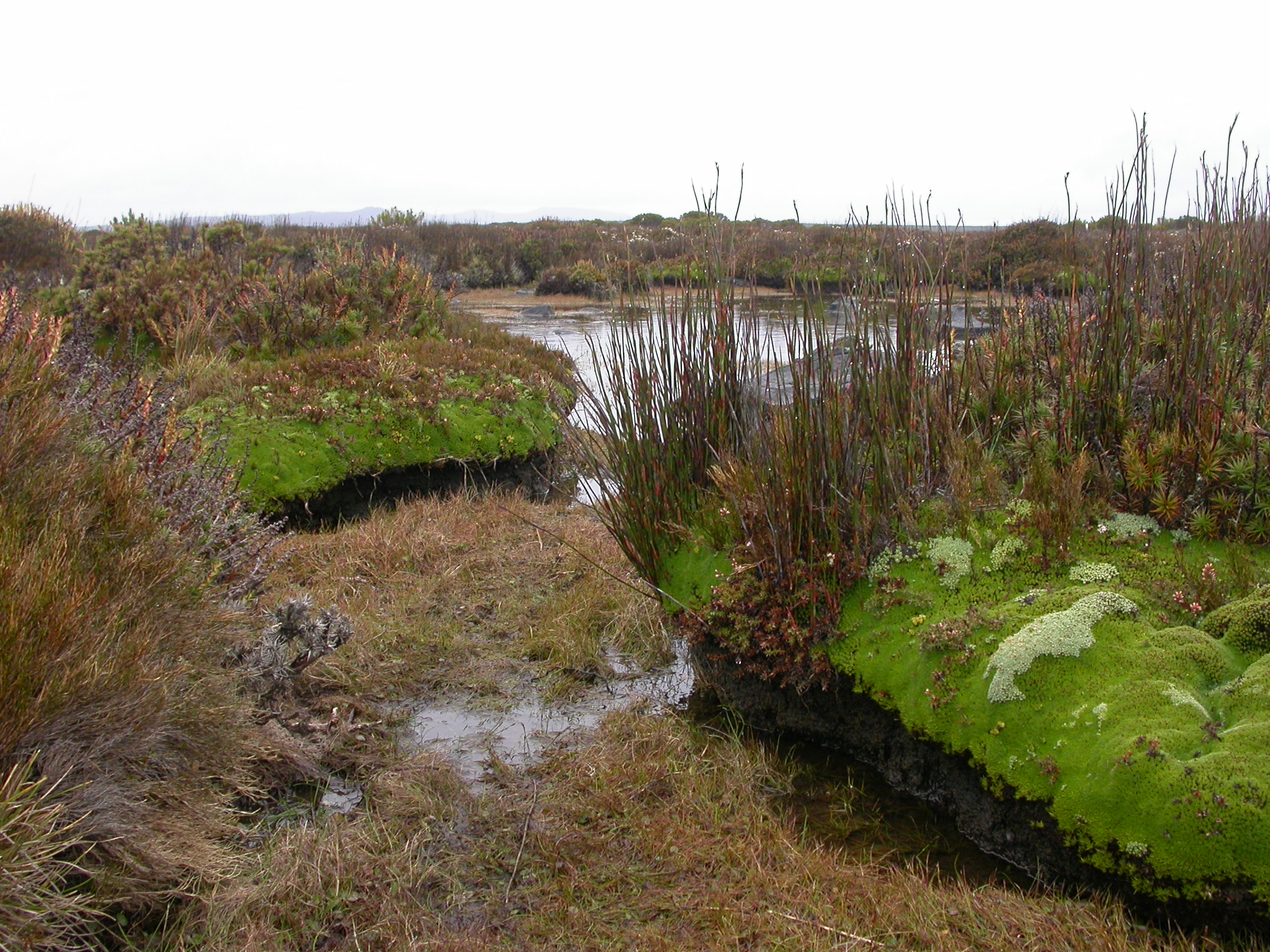